# 北海道音楽大行進
北海道音楽大行進（ほっかいどうおんがくだいこうしん）とは、北海道旭川市で毎年6月に行われる吹奏楽の国内最大・世界有数規模の祭りである。旧称は慰霊音楽大行進、護國神社奉納音楽行進。

## 概要
鮮やかな衣装を身にまとった演奏者が市街中心部を演奏しながら行進する。行進終了後は、平和通買物公園にてアフターコンサートが開催される。旧称にもあるように、戦前は慰霊のニュアンスが強いものであったが、現在は市民参加型の祭りとして親しまれている。
参加人数は年々増加しており、第81回目の2013年（6月8日開催）は106団体（83チーム）が参加。旭川市内のみならず、札幌市や岩見沢市、富良野市、北見市、網走市等の道内市町村の学校からの参加も多い。
沿道観客数16万人を超える旭川の初夏の風物詩である。

## 歴史
- 1929年 -（昭和 4年）6月5日の招魂社（現・北海道護国神社）例大祭の日に、『第1回慰霊音楽大行進』として開催し、10団体200名が参加
- 1948年 -（昭和23年 第20回）この後、一時中断
- 1953年 -（昭和28年 第21回）再開
- 1974年 -（昭和49年 第42回）この回からイベント名称が、現在の『北海道音楽大行進』となる[1]。
- 1994年 -（平成 6年 第62回）ルート変更、開会式をリベライン旭川パーク（石狩川河川敷）で行い、旭川常盤ロータリーからスタート。
- 1999年 -（平成11年 第67回）長らく本イベントの主催だった北海タイムスが前年9月に廃業。旭川市や北海道新聞社などによる実行委員会ができる。
- 2002年 -（平成14年 第70回）開催日変更 6月5日固定から、6月第1土曜日に。
- 2016年 -（平成28年 第84回）歴史上初の悪天候による中止になる。
- 2019年 -（令和元年 第87回）開催日変更 6月第一土曜日から、6月第1金曜日翌日の土曜日に(6月8日開催)
- 2020年 -（令和2年 第88回）新型コロナウイルス感染症の流行による影響による中止になる。
- 2021年 -（令和3年 第89回）新型コロナウイルス感染症が収束せず、2年連続の中止になる。
- 2022年 - (令和4年 第90回) 3年ぶりに開催。
- 2023年 - (令和5年 第91回) 雨天での開催、騎乗隊が先頭にて参加。アフターコンサートは中止。
- 2024年 - (令和6年 第92回) 2年ぶりにアフターコンサートも開催。

## 参加団体
- 2006年（第74回） - 96団体（78チーム）4,200人
アフターコンサートは、買物公園の1条、3条、6条、7条で行われた。
- 2007年（第75回） - 97団体4,300人
アフターコンサートは、旭川駅前広場、1条、2条、3条、6条、7条買物公園で行われた。
- 2008年（第76回） - 89団体4,096人
- 2009年（第77回） - 96団体3,649人
- 2010年（第78回） - 77団体3,740人
- 2011年（第79回） - 76団体3,504人
- 2012年（第80回） - 86団体3,989人
- 2013年（第81回） - 106団体3,735人
アフターコンサートは、1条通、2条通、5条通、7条通で行われた。
- 2014年（第82回） - 107団体3,951人
- 2015年（第83回） - 101団体3,916人
- 2023年（第91回） - 87団体2,604人
- 2024年（第92回） - 81団体2,800人（概算）

## ルート
- 第1回大会では、北海タイムス旭川支局～旭川駅～平和通買物公園（当時は「師団通り」）～旭橋～北海道護国神社（当時は北海道招魂社）のルート。
- 第74回大会では、開会式がリベライン旭川パーク（石狩川河川公園）で行われ、北海道警察音楽隊・カラーガード隊等の演奏が披露された後、ロータリー～8条通10丁目～市民文化会館横で幼児と合流～永隆橋通行進～宮下通10丁目までのルートで行進が行われた。
- 第81回大会では、一般の部がリベライン旭川パーク、幼児の部が旭川市民文化会館前から出発。永陸橋通で合流～1条通10丁目～日新の森公園（宮下通12丁目）までのルートで行われた。

## テレビ放送
- 旭川ケーブルテレビ「ポテト」では開局当初から毎年開催から概ね2週間前後に「ポテトスペシャル」の番組枠で2時間に編集したものが1週間にわたり1日に3回放送される。1990年代中ごろまで札幌テレビ放送（STV）でも1時間に編集して北海道ローカルで放送されたこともあった。